# Deutsche Cadre-47/2-Meisterschaft 1996/97
Die Deutsche Cadre-47/2-Meisterschaft 1996/97 ist eine Billard-Turnierserie und fand vom 11. bis zum 13. Oktober 1996 in Chemnitz zum 64. Mal statt.

## Geschichte
In der Deutschen Billard Zeitung (Billard Sport Magazin) gab es etwas mehr Informationen über Deutsche Meisterschaften. Nur von der Gruppenphase fehlen teilweise die Ergebnisse.
Dirk Peßarra vom DBC Bochum 1926 gewann gegen seinen Klubkameraden Thomas Nockemann ungeschlagen seinen ersten Deutschen Meistertitel im Cadre 47/2. In der K.o.-Phase zeigte er seine besten Leistungen. Platz drei ging an Markus Schönhoff vom TV Askania Bernburg.

## Modus
Gespielt wurde eine Vorrunde mit drei Gruppen à vier Spielern. Die Gruppensieger und der beste Gruppenzweite spielten im K.-o.-System den Sieger aus. Das ganze Turnier wurde bis 200 Punkte gespielt. Die Endplatzierung ergab sich aus folgenden Kriterien:
1. Matchpunkte
2. Generaldurchschnitt (GD)
3. Höchstserie (HS)

## Turnierverlauf

### Gruppenphase
| MP    | Match Points (Sieger = 2; Unentschieden = 1; Verlierer = 0) |
| Pkte. | Erzielte Karambolagen                                       |
| Aufn. | Benötigte Versuche                                          |
| GD    | Generaldurchschnitt                                         |
| BED   | Bester Einzeldurchschnitt eines Spielers                    |
| HS    | Höchstserie                                                 |
|       | Bester GD des Turniers                                      |
|       | Bester ED des Turniers                                      |
|       | Beste HS des Turniers                                       |
|       | 1. Platz (Gold)                                             |
|       | 2. Platz (Silber)                                           |
|       | 3. Platz (Bronze)                                           |

| Platz | Name             | MP  | Pkte. | Aufn. | GD    | BED   | HS  |
| ----- | ---------------- | --- | ----- | ----- | ----- | ----- | --- |
| 1     | Thomas Nockemann | 6:0 | 600   | 19    | 31,57 | 40,00 | 142 |
| 2     | Markus Schönhoff | 4:2 | 498   | 39    | 12,76 | ?     | ?   |
| 3     | Jens Grappendorf | 2:4 | 418   | 41    | 10,19 | 11,11 | 58  |
| 4     | Sven Daske       | 0:6 | 457   | 41    | 11,14 | –     | 81  |

| Platz | Name           | MP  | Pkte. | Aufn. | GD    | BED   | HS |
| ----- | -------------- | --- | ----- | ----- | ----- | ----- | -- |
| 1     | Dirk Peßarra   | 6:0 | 600   | 38    | 12,00 | ?     | ?  |
| 2     | Arnd Riedel    | 4:2 | 556   | 59    | 9,42  | 15,38 | 66 |
| 3     | Michael Heid   | 2:4 | 360   | 47    | 7,65  | 8,69  | 52 |
| 4     | Frank Dietrich | 0:6 | 316   | 72    | 4,38  | –     | 24 |

| Platz | Name           | MP  | Pkte. | Aufn. | GD    | BED   | HS  |
| ----- | -------------- | --- | ----- | ----- | ----- | ----- | --- |
| 1     | Ludger Havlik  | 4:2 | 456   | 28    | 16,28 | 25,00 | 124 |
| 2     | Jens Eggers    | 4:2 | 541   | 50    | 10,82 | 11,11 | 66  |
| 3     | Carsten Lässig | 2:4 | 593   | 50    | 11,86 | 40,00 | 86  |
| 4     | Bernhard Lotz  | 2:4 | 347   | 54    | 6,42  | 9,52  | 49  |

## Finalrunde
Legende: MP/Pkte./Aufn./ED/HS

|  | Halbfinale (200 Punkte)       | Halbfinale (200 Punkte) |                     |                     | Finale (200 Punkte) | Finale (200 Punkte) |
|  |                               |                         |                     |                     |                     |                     |
|  | Thomas Nockemann              | 2:0/200/6/33,33/73      |                     |                     |                     |                     |
|  | Markus Schönhoff              | 0:2/42/6/7,00/22        |                     |                     |                     |                     |
|  |                               |                         |                     |                     |                     |                     |
|  |                               |                         |                     |                     |                     |                     |
|  | Thomas Nockemann              | 0:2/124/6/20,66/61      |                     |                     |                     |                     |
|  |                               | Dirk Peßarra            | 2:0/200/6/33,33/156 |                     |                     |                     |
|  |                               |                         |                     |                     |                     |                     |
|  | Spiel um Platz 3 (200 Punkte) |                         |                     |                     |                     |                     |
|  |                               |                         | Markus Schönhoff    | 2:0/200/11/18,18/73 |                     |                     |
|  | Dirk Peßarra                  | 2:0/200/5/40,00/80      | Ludger Havlik       | 0:2/132/11/12,00/50 |                     |                     |
|  | Ludger Havlik                 | 0:2/83/5/16,60/46       |                     |                     |                     |                     |

## Abschlusstabelle
| MP    | Match Punkte (Sieger = 2; Unentschieden = 1; Verlierer = 0) |
| SV    | Satzverhältnis (nur bei Turnieren im Satzsystem)            |
| Pkte. | Erzielte Karambolagen                                       |
| Aufn. | benötigte Aufnahmen                                         |
| GD    | Generaldurchschnitt                                         |
| MGD   | Mannschafts-Generaldurchschnitt                             |
| BED   | Bester Einzeldurchschnitt eines Spielers                    |
| BEMD  | Bester Einzeldurchschnitt einer Mannschaft                  |
| BSD   | Bester Satzdurchschnitt eines Spielers                      |
| HS    | Höchstserie                                                 |
| WRP   | Weltranglistenpunkte                                        |

| Klassement                 | Klassement                     | Klassement | Klassement | Klassement | Klassement | Klassement | Klassement | Klassement | Klassement |
| Platz                      | Name                           | MP         | Pkte.      | Aufn.      | GD         | BED        | HS         |            |            |
| -------------------------- | ------------------------------ | ---------- | ---------- | ---------- | ---------- | ---------- | ---------- | ---------- | ---------- |
| 1                          | Dirk Peßarra (Bochum)          | 10:0       | 1000       | 61         | 16,39      | 40,00      | 156        |            |            |
| 2                          | Thomas Nockemann (Bochum)      | 8:2        | 924        | 31         | 29,80      | 40,00      | 142        |            |            |
| 3                          | Markus Schönhoff (Bernburg)    | 6:4        | 740        | 56         | 13,21      | 18,18      | 73         |            |            |
| 4                          | Ludger Havlik (Marl)           | 4:6        | 671        | 44         | 15,25      | 25,00      | 124        |            |            |
| 5                          | Jens Eggers (Marl)             | 4:2        | 541        | 50         | 10,82      | 11,11      | 66         |            |            |
| 6                          | Arnd Riedel (Berlin)           | 4:2        | 556        | 59         | 9,42       | 15,38      | 66         |            |            |
| 7                          | Carsten Lässig (Coesfeld)      | 2:4        | 593        | 50         | 11,86      | 40,00      | 86         |            |            |
| 8                          | Jens Grappendorf (Frankfurt)   | 2:4        | 418        | 41         | 10,19      | 11,11      | 58         |            |            |
| 9                          | Michael Heid (Frankfurt)       | 2:4        | 360        | 47         | 7,65       | 8,69       | 52         |            |            |
| 10                         | Bernhard Lotz (Frankfurt)      | 2:4        | 347        | 54         | 6,42       | 9,52       | 49         |            |            |
| 11                         | Sven Daske (Berlin)            | 0:6        | 457        | 41         | 11,14      | –          | 81         |            |            |
| 12                         | Frank Dietrich (Sondershausen) | 0:6        | 316        | 72         | 4,38       | –          | 24         |            |            |
| Turnierdurchschnitt: 11,42 |                                |            |            |            |            |            |            |            |            |